# Andrej Chudoba
Andrej Chudoba (* 21. November 1927 in Malé Krškany bei Lewenz; † 21. Januar 2014 in Pukanz) war ein slowakischer Schriftsteller.

## Leben
Chudoba absolvierte die Lehrerakademie im slowakischen Lewenz und arbeitete dann als Lehrer auf mehreren Dorfschulen. Es schloss sich eine Tätigkeit in einem Industriebetrieb als Technischer Zeichner an. Später war er wieder als Lehrer, diesmal an der Landwirtschaftsschule in Pukanz, tätig.
Er verfasste neben Lyrik, vor allem Novellen und Erzählungen, aber auch Kindergeschichten und Drehbücher.

## Werke
- Letokruh srdca, Lyrik, 1958
- Most na tú stranu, Drehbuch, 1961
- Kde pijú dúhy, 1962
- Pustý dvor, 1965
- Miesto pre dvoch, 1966
- Leto s pehavou pannou, 1970
- Zbohom, Cyrano, 1973
- Sedemdesiatsedem povestí spod Slovenskej brány, 1974
- Pustý dvor, Drehbuch, 1974
- Obkľúčenie, 1976
- Hlinené husle, 1977
- Konečne bude mier, 1979
- Nákaza, 1982
- Krv nie je voda, 1985
- Stopárka, 1986
- Zázrak na konci sveta, 1993
- Krásne poškodená slečna, 1994
- Sneh a havrany, 2002
- Kým slnko nezapadne, Lyrik, 2007
- Od Tekova vietor veje, Sachbuch, 2008
- Svedectvá a spomienky, Sachbuch, 2014